# Le Cornet à dés
Le Cornet à dés est un recueil de poèmes de Max Jacob. Publié à Paris en novembre 1917, à compte d'auteur, au cours de la Grande Guerre, cet ouvrage constitue le chef-d'œuvre de cet artiste.
Le Cornet à dés est une construction inventive de trois cents poèmes en prose méditatifs et aphorismes écrits entre 1904 et 1914, avant la guerre donc. Max Jacob qualifiera lui-même cet enchaînement de tours de passe-passe verbaux d'œuvre cubiste.
Le manuscrit de 1917 est conservé à la Bibliothèque nationale de France.
Le premier tirage fut de 500 exemplaires et 34 exemplaires pour l'édition dite de luxe et sur souscription, pour laquelle était prévue un portrait gravé de l'auteur par Pablo Picasso, eau-forte qui fut perdue. En 1922, Florent Fels fait paraître chez Stock dans la collection « Les Contemporains » , une version réduite (portant le no 3) du Cornet, assortie d'un portrait de Jacob par Picasso reproduit au trait, présentée par Georges Gabory. Cette édition est suivie d'une troisième, revue et augmentée dans la même collection, en octobre 1923, et considérée comme définitive. C'est ce même texte qui reparaît le 20 juillet 1945 dans la collection Blanche aux éditions Gallimard. L'histoire de l'édition de ce recueil a été reconstituée par Patricia Sustrac en 2017.